# سالتون سیتی (کالیفرنیا)
سالتون سیتی (به انگلیسی: Salton City) یک منطقهٔ مسکونی در ایالات متحده آمریکا است که در شهرستان ایمپریال، کالیفرنیا واقع شده‌است. سالتون سیتی ۵۵٫۵۰۶ کیلومتر مربع مساحت و ۳٬۷۶۳ نفر جمعیت دارد و -۳۸ متر بالاتر از سطح دریا واقع شده‌است.